# Ханьцзян (Путянь)
Ханьцзя́н (кит. упр. 涵江, пиньинь Hánjiāng) — район городского подчинения городского округа Путянь провинции Фуцзянь (КНР).

## История
Исторически эти места были частью уезда Путянь (莆田县). 
После образования КНР в 1949 году был создан Специальный район Цюаньчжоу (泉州专区), и уезд вошёл в его состав. В 1955 году Специальный район Цюаньчжоу был переименован в Специальный район Цзиньцзян (晋江专区).
В июне 1970 года уезд перешёл из состава Специального района Цзиньцзян в состав Специального района Миньхоу (闽侯专区), и власти Специального района Миньхоу переехали из уезда Миньхоу в уезд Путянь. В мае 1971 года Специальный район Миньхоу был переименован в Округ Путянь (莆田地区).
Постановлением Госсовета КНР от 18 апреля 1983 года округ Путянь был расформирован, и уезд был передан в состав округа Цзиньцзян (晋江地区).
Постановлением Госсовета КНР от 9 сентября 1983 года уезды Путянь и Сянью были выделены в отдельный городской округ Путянь; при этом из уезда Путянь была выделена урбанизированная зона, которая была разделена на районы Чэнсян и Ханьцзян.

## Административное деление
Район делится на 2 уличных комитета, 8 посёлков и 1 волость.